# Franklin (Kentucky)
Franklin város az USA Kentucky államában. Lakosainak száma 10 176 fő (2020. április 1.).

## Népesség
A település népességének változása:

| 2010 | 8 408  |
| 2020 | 10 176 |